# Saint-Gobain Glass Deutschland
Die Saint-Gobain Glass Deutschland GmbH ist ein Unternehmen mit Sitz in Stolberg und gehört zur Firmengruppe Compagnie de Saint-Gobain.
Das Unternehmen produziert, transformiert und vertreibt Gläser für den Hochbau (unter dem Firmennamen Saint-Gobain Glass) und den Automobilmarkt (unter dem Firmennamen Saint-Gobain Glass Sekurit). Sie liefert Spezialgläser für Luftfahrt, elektrische Hausgeräte, gewerbliche Tiefkühlung und Optik.
Das Unternehmen ist in Europa und Amerika in insgesamt 33 Ländern sowie in China, Indien, Korea, Japan und Thailand vertreten und hat insgesamt 35.000 Mitarbeiter. In Europa liegt es in der Floatglasherstellung an der Spitze und weltweit auf Rang 2.
Die Bauaktivitäten der Branche Vitrage werden unter dem Namen Saint-Gobain Glass  zusammengefasst.

## Nationale Gesellschaften
Die nationale Gesellschaften produzieren und vertreiben Basisprodukte (Float, in der Masse gefärbte, beschichtete, laminierte, verspiegelte und Ornamentgläser) unter dem gemeinsamen Namen Saint-Gobain Glass mit Zusatz des Namens des betreffenden Staates.
Die nationalen Gesellschaften waren an verschiedenen bedeutenden europäischen Bauprojekten beteiligt, wie an der Pyramide im Louvre, dem europäischen Parlament, der Greater London Authority, den Opernhäusern in Beijing und Shanghai und dem Kanzleramt in Berlin.

### Geschichte

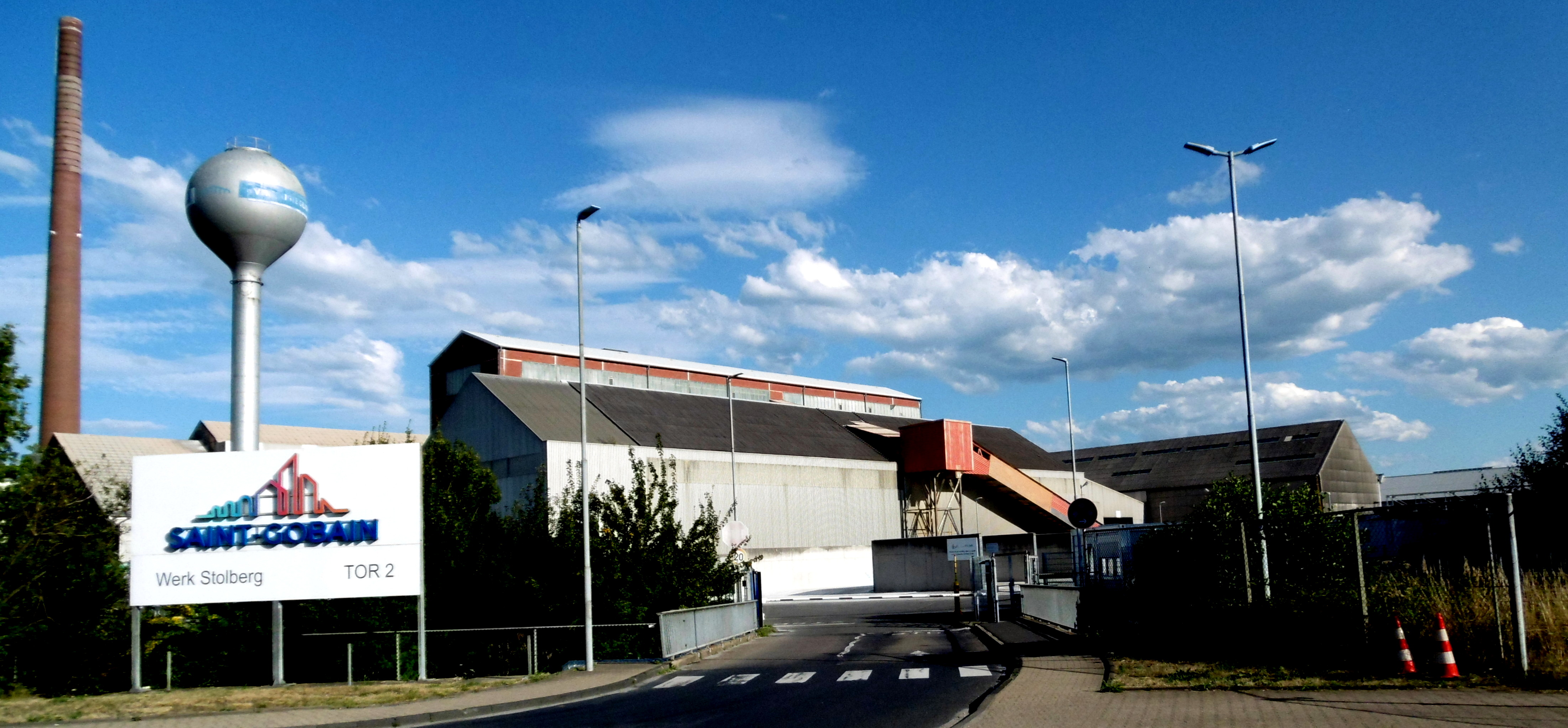
Saint-Gobain Glass in Stolberg

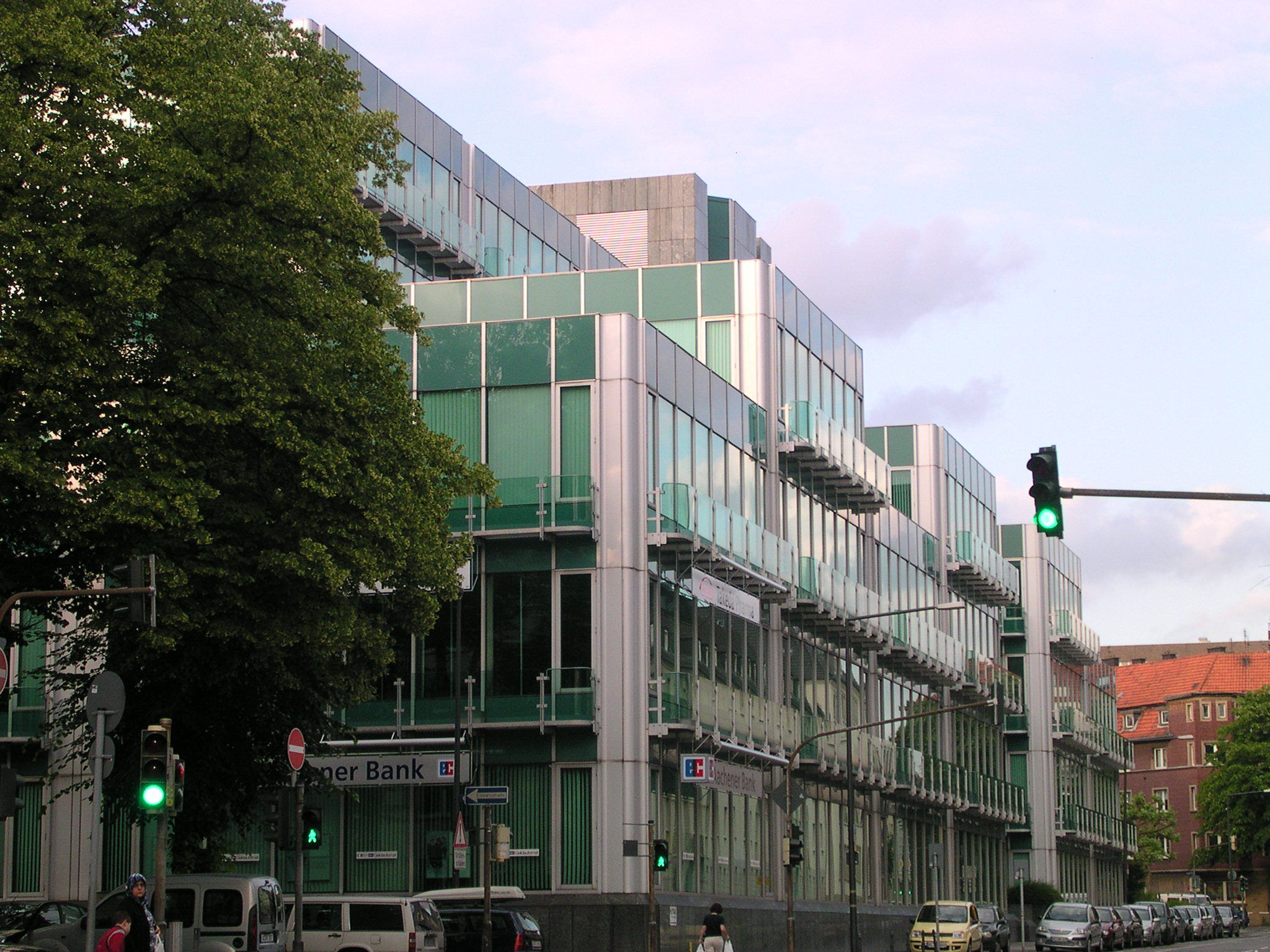
Ehemaliges VEGLA-Haus (Altes Verwaltungsgebäude in Aachen)

Die Anfänge des Unternehmens liegen in der Mitte des 19. Jahrhunderts: 1853 gründete Saint-Gobain eine Spiegelmanufaktur in Waldhof bei Mannheim (Spiegelkolonie) und pachtete eine weitere in Aachen und Stolberg. 80 Jahre später entstand aus diesen beiden Unternehmen zusammen mit zwei anderen Glashütten die VEGLA Vereinigte Glaswerke GmbH.
Obwohl die Produktionsanlagen im Zweiten Weltkrieg völlig zerstört worden waren, wuchs das Unternehmen zwischen 1945 und 1950 aufgrund der Bautätigkeit und des Aufschwungs im Automobilbau in Deutschland kontinuierlich. Im Jahre 1952 übernahm die für Deutschland und Mitteleuropa zuständige Hauptvertretung VEGLA GmbH Aachen als Tochterunternehmen die dort ansässige und von Ferdinand Kinon aufgebaute und von seinem Vater 1871 gegründete Spezialglasfabrik, die fortan unter Kinon GmbH Aachen firmierte. Damit erhielt Saint Gobain auch die Patentrechte für das 1909 patentierte Verbund-Sicherheitsglas des Chemikers Édouard Bénédictus, die zwischenzeitlich im Jahr 1927 Ferdinands Bruder Viktor Kinon erworben hatte. Kinonglas war führend auf dem Sektor für schussfestes Glas für Kriegspanzer, gefärbte Verbundgläser für Fliegerbrillen und Verbund-Sicherheitsglas.
1965 wurde in Köln-Porz die erste deutsche Floatglasanlage in Betrieb genommen. 1966 etwa nahm VEGLA als erster deutscher Glashersteller eine Floatglasanlage in Betrieb – ein Produktionsverfahren, das die Flachglasproduktion revolutionierte und den Weg zum modernen Funktionsglas eröffnete.
In den 1970er Jahren wurde die VEGLA als 100%ige Tochter von Saint-Gobain zur GmbH, zusätzlich wurde die deutsche Flachglasproduktion der Glaceries de Saint-Roch übernommen und alle Verkaufs- und Verwaltungsstellen im neuen Firmensitz in Aachen zusammengelegt.
1982 und 1983 wurde ein umfangreiches Investitionsprogramm gestartet. Neben zwei neuen Floatglasanlagen in den Werken Köln-Porz und Herzogenrath wurde zudem eine Hochvakuumanlage für die Beschichtung von Gläsern in Köln-Porz errichtet. Auch die Fertigungslinien für Autoglas wurden ausgebaut. In Herzogenrath steht die modernste Anlage zur Fertigung von Autoglas in Europa. 1994 wird das gesamte Geschäftsfeld Autoglas von der neugegründeten Tochtergesellschaft "Sekurit Saint-Gobain Deutschland" übernommen und der Firmenname im Zuge der Internationalisierung der Bauaktivitäten im Jahr 2000 ein weiteres Mal geändert. Ein wichtiger Standort für die Produktion hierbei war das Glaswerk Maltitz in Lucka, welche ursprünglich dem Flachglaskombinat Torgau angehörte und dann in die VEGLA überging.
Heute betreibt das Unternehmen vier Floatanlagen mit vollautomatischer, auf Bruchteile von Temperaturgraden genauer Wannenführung: in Herzogenrath, Köln-Porz, Stolberg und im sächsischen Torgau. Im vollkontinuierlichen Prozess produziert jede Anlage bis zu 750 Tonnen Glas täglich – bei 4 mm Glasdicke entspricht das rund 67.000 Quadratmeter.
Dieses Floatglas, auch Basisglas genannt, wird zu Multifunktionsgläsern für die Automobilindustrie und den Hochbaumarkt weiterverarbeitet. Zur Veredlung des Floatglases zu Wärmedämm- und Sonnenschutzglas stehen in Köln-Porz eine und in Torgau zwei Magnetron-Beschichtungsanlagen zur Verfügung. Die Werke in Herzogenrath und Stolberg produzieren in erster Linie Dünnglas für die Automobilindustrie. Ein weiteres Werk und gleichzeitig die größte Produktionsstätte für Gussglas in Europa befindet sich in Mannheim. Im Juni 2020 kündigte die Firma an, die Produktion in Mannheim spätestens Mitte 2021 einzustellen, da sich der Standort mangels Nachfrage nach dem dort produzierten Glas nicht mehr wirtschaftlich betreiben lasse. Schließlich wurde die Produktion in Mannheim bereits zum Jahresende 2020 eingestellt.
Zur Unternehmensgruppe gehören ferner insgesamt 28 Bauglasfilialen aus den Bereichen Handel, Verarbeitung und Montage. Unter dem einheitlichen Firmennamen "Saint-Gobain Glass Deutsche Glas"  erfüllen diese Filialen die Kundenwünsche über ein flächendeckendes Netz dezentraler Betriebe.
Das Unternehmen beschäftigt circa 2.000 Mitarbeiter. Im Dezember 2014 hat die Gesellschaft ihren Sitz von der Viktoriaallee in Aachen nach Stolberg verlegt. Die Muttergesellschaft Saint-Gobain hat seit September 2015 ihren Sitz auf dem Gelände des Alten Tivoli in Aachen.